# Holzhausen (Ipsheim)
Holzhausen (fränkisch: Holdshausn) ist ein Gemeindeteil des Marktes Ipsheim im Landkreis Neustadt an der Aisch-Bad Windsheim (Mittelfranken, Bayern). Holzhausen liegt in der Gemarkung Eichelberg.

## Geographie
Durch das Dorf fließt der Dürrbach, ein rechter Zufluss des Schweinebachs. Der Ort ist ringsum von Wald umgeben: Im Norden und Osten vom Hohenecker Forst, im Süden vom Stiftungswald und im Westen vom Oberen Wald. 0,5 km südwestlich erhebt sich der Burgstein (413 m ü. NHN). Ein Anliegerweg verbindet zur Kreisstraße NEA 35 (0,2 km nördlich), die nach Eichelberg (0,8 km südöstlich) bzw. nach Bühlberg (1,3 km westlich) führt, und zur Kreisstraße NEA 26 nach Walddachsbach (1,6 km nördlich).

## Geschichte
Holzhausen soll in der Rodungsperiode des 11. und 12. Jahrhunderts entstanden sein. Erstmals namentlich genannt wurde der Ort 1303/13 in den Würzburger Lehenbüchern: „Heinrich de Tennenloch tenet 6 mansos in villis Eichelberg et Holczhusen.“ Der Ortsname bedeutet zu den Häusern beim Gehölz.
Gegen Ende des 18. Jahrhunderts gab es in Holzhausen 6 Anwesen. Das Hochgericht übte das brandenburg-bayreuthische Vogtamt Lenkersheim aus. Die Dorf- und Gemeindeherrschaft und die Grundherrschaft über die 6 Güter hatte das Kastenamt Ipsheim.
Von 1797 bis 1810 unterstand der Ort dem Justizamt Külsheim und Kammeramt Ipsheim. Im Rahmen des Gemeindeedikts wurde Holzhausen dem 1811 gebildeten Steuerdistrikt Ipsheim und der 1817 gebildeten Ruralgemeinde Ipsheim zugeordnet. Mit dem Zweiten Gemeindeedikt (1818) wurde es nach Eichelberg umgemeindet. Am 1. Juli 1972 wurde dieses im Zuge der Gebietsreform in Bayern in den Markt Ipsheim eingegliedert.

## Einwohnerentwicklung
| Jahr      | 001818 | 001840 | 001861 | 001871 | 001885 | 001900 | 001925 | 001950 | 001961 | 001970 | 001987 |
| Einwohner | 53     | 50     | 67     | 58     | 55     | 47     | 43     | 52     | 46     | 39     | 34     |
| Häuser    | 10     | 10     |        |        | 13     | 11     | 9      | 10     | 9      |        | 10     |
| Quelle    | [ 12 ] | [ 13 ] | [ 14 ] | [ 15 ] | [ 16 ] | [ 17 ] | [ 18 ] | [ 19 ] | [ 20 ] | [ 21 ] | [ 1 ]  |

## Religion
Der Ort ist seit der Reformation evangelisch-lutherisch geprägt und bis heute nach St. Johannes der Täufer (Ipsheim) gepfarrt. Die Katholiken sind nach St. Bonifaz (Bad Windsheim) gepfarrt.